# Potres na Haitiju (2010)
Potres na Haitiju 12. januarja 2010 je bil katastrofalen potres z močjo 7. stopnje po Richterjevi lestvici, ki je ob 16:53 po lokalnem času stresel jug Haitija.
Njegov epicenter je bil pri kraju Léogâne, približno 25 km zahodno od prestolnice Port-au-Prince in 13 km pod površjem. Zabeleženih je bilo tudi vsaj 33 popotresnih sunkov, od tega 14 z magnitudo med 5,0 in 5,9. Po ocenah Rdečega križa je prizadel tri milijone prebivalcev, po uradnih podatkih haitijske vlade z začetka februarja pa naj bi bilo smrtnih žrtev 230.000. Med žrtvami so bili tudi pravosodni minister Paul Denis, vodja opozicije Michel Gaillard, rimskokatoliški nadškof Port-au-Princea Joseph Serge Miot, in več predstavnikov stalne misije Združenih narodov, vključno z vodjo.
Potres je povzročil veliko škode v prestolnici, Jacmelu in drugih naseljih v regiji. V prestolnici je bilo popolnoma uničenih več pomembnih stavb, med njimi predsedniška palača, stavba državnega zbora, mestna katedrala in glavni zapor. Poškodovana ali uničena je bila tudi ključna infrastruktura, kar je močno otežilo gibanje reševalcev, dostavljanje humanitarne pomoči in koordinacijo reševanja. Mestne mrtvašnice so bile hitro prenapolnjene in 21. januarja je vlada sporočila, da so pokopali več kot 80.000 mrtvih v množičnih grobovih. Težave pri dostavljanju zalog in komunikaciji so kmalu povzročile nezadovoljstvo tako med prebivalci kot tudi med reševalnimi ekipami. V dnevih po potresu je prišlo do posameznih primerov plenjenja, ropanja in pretepov. Še dlje časa je povzročala skrbi možnost izbruha epidemij nalezljivih bolezni.
22. januarja je Organizacija združenih narodov oznanila, da se prva faza odziva končuje. Dan kasneje je haitijska vlada uradno končala z iskanjem preživelih.